# Stefan Löfven
Kjell Stefan Löfven (* 21. července 1957 Stockholm) je švédský politik a v letech 2014–2021 předseda vlády Švédského království. V roce 2012 se stal předsedou Sociálně demokratické strany dělnické a z titulu lídra nejsilnějšího opozičního subjektu byl do roku 2014 vůdcem opozice.
Původně pracoval jako svářeč. V zaměstnání se stal aktivním členem odborové organizace a postupně se vypracoval na předsedu velkého odborového svazu IF Metall, v jehož čele stál mezi lety 2006–2012.

## Osobní život
Narodil se roku 1957 ve Stockholmu. Deset měsíců po narození došlo k jeho umístění do sirotčince. Později byl v pěstounské péči rodiny žijící ve středošvédské obci Sunnersta, která je součástí komuny Sollefteå. Podle dohody jej měli pěstouni předat zpět do péče biologické matce, až k tomu bude způsobilá. Nikdy k tomu však nedošlo. Po setkání s bratrem zjistil, že se jeho příjmení píše Löfven, ačkoli do té doby upřednostňoval tvar Löfvén. Proto se tato forma objevila ve švédské evidenci obyvatel. Pěstounský otec Ture Melander (1926–2003) pracoval jako dřevorubec a posléze tovární dělník. Pěstounská matka Iris Melanderová byla zaměstnána v roli pečovatelky.
Po ukončení střední školy v Solleftee pokračoval 48týdenním kurzem svařování na AMU v Kramforsu. Na univerzitě v Umee (Umeå universitet) studoval obor sociální péče. Po třech semestrech docházky školu opustil.
V listopadu 2003 se oženil s Ullou Margaretou Arvidssonovou (nar. 1951), členkou odborové organizace ve firmě Hägglunds & Söner, kde Löfven pracoval jako svářeč. Z předchozího svazku měla manželka dvě děti.

## Odborářská činnost
Od roku 1979 pracoval jako svářeč ve společnosti Hägglunds v Örnsköldsviku. O dva roky později byl zvolen odborovým předákem skupiny, v níž působil a postupně stoupal v odborové hierarchii. V roce 1995 se stal ombudsmanem ve Švédském kovodělném svazu, kde vyjednával smluvní zaměstnanecké podmínky a podílel se na udržování zahraničních styků.
V roce 2001 byl zvolen místopředsedou kovodělného svazu a v listopadu 2005 pak prvním předsedou nově konstituované odborové organizace IF Metall. Na této pozici setrval do ledna 2012, kdy došlo k jeho ustavení předsedou švédské sociální demokracie.

## Politická kariéra
Od roku 2006 působil ve výkonné radě švédské sociální demokracie, kam usedl krátce po volbě za předsedu IF Metall. Po rezignaci stranického šéfa Håkana Juholta byl zmiňován jako jeho nástupce v čele tohoto levicového subjektu. Dne 27. ledna 2012 se stal předsedou sociálních demokratů a současně také vůdcem opozice.

### Předseda vlády
Poté, co sociální demokracie zvítězila v parlamentních volbách, konaných 14. září 2014, se její lídr Löfven stal hlavním pretendentem na premiérský post. Předseda švédského parlamentu, Riksdagu, jej navrhl do úřadu předsedy vlády a 2. října 2014 jednokomorový zákonodárný sbor návrh schválil. O den později jmenoval král Karel XVI. Gustav dvoukoaliční Löfvenovu vládu, tvořenou sociálními demokraty a zelenými.
V Riksdagu Löfven ztratil při hlasování o důvěře podporu Levicové strany a 21. června 2021 mu byla vyslovena nedůvěra.
Dne 28. června oznámil rezignaci na post předsedy vlády. O devět dní později byl parlamentem znovu zvolen premiérem, když šéf opoziční Umírněné strany Ulf Kristersson pokus o sestavení vlády vzdal.
V pravidelném projevu 22. srpna 2021 překvapivě oznámil, že na listopadovém stranickém sjezdu odstoupí z funkce předsedy Sociální demokracie a požádá o uvolnění z funkce premiéra. Jeho nástupkyní byla na sjezdu zvolena ministryně financí Magdalena Anderssonová.